# Wemersoniella indica
Wemersoniella indica är en blötdjursart som beskrevs av Victor Scarabino 1995. Wemersoniella indica ingår i släktet Wemersoniella och familjen Wemersoniellidae. Inga underarter finns listade i Catalogue of Life.